# Angela Strehli
Angela Strehli (Lubbock, 1945. november 22. –) amerikai bluesénekesnő, dalszerző.

## Pályafutása
Strehli harmonikázni és basszusgitározni tanult, mielőtt énekes lett volna. 1966-ban Chicagóbaban részt vett Howlin’ Wolf, Muddy Waters és Buddy Guy koncertjein. Utolsó egyetemi évében Strehli Lewis Cowdrey-val megalakította a Fabulous Rockets együttest. Ezután a James Polk and the Brothers vokálosaként énekelt. 1972-ben a Southern Feeling banda alapító tagja volt. Három évvel később színpadi menedzser és hangtechnikus lett a texasi Antone's éjszakai klubjában. 1986-ban Strehli felvette a Stranger Blues-t (EP). A Blonde and Blue (1993)-ban jelent meg. 1998-ban kiadta a Deja Blue-t, majd 2005-ben a Blue Highway-t.
Andy Santanaval, Elvin Bishoppal és Pinetop Perkinsszel turnézott, és olyan fesztiválokon szerepelt, mint a Notodden Blues Festival, Long Beach Blues Festival, Edmonton Labatt Blues Festival és a San Francisco Blues Festival. 2003-ban vette fel a Shout, Sister, Shout: A Tribute to Sister Rosetta Tharpe című tribute című albumot.
2019-től Strehli a négy Blues Broads-ot vezette (Tracy Nelson, Annie Sampson és Dorothy Morrison). A Blues Broads élő 2011. november 4-i előadását a Throckmorton Theatre 2012-ben CD+DVD-ként adta ki a Delta Groove Productions.
Angela Strehli 1993-ban Kaliforniába költözött. Férjével együtt vezetik a Rancho Nicasiot, egy éttermet, ami egyúttal koncertek helyszíne is. Angela Strehlit sokan „First Lady of Texas Bluesnak” tartják.

## Albumok
- Stranger Blues (EP), 1986
- Soul Shake Antone's, 1987
- Bringing You the Best in Blues Antone's, 1989
- (With Marcia Ball and Lou Ann Barton) Dreams Come True Antone's, 1990
- Antone's Women: Bringing You the Best in Blues Antone's, 1992
- People Get Ready, 1993
- Blonde and Blue, 1993
- Antone's 20th Anniversary Antone's, 1996
- Essential Women, 1997
- Essential Texas Blues, 1997
- Stevie Ray Vaughan and Double Trouble, Live at Carnegie Hall
- Deja Blue, 1998
- Maria Muldaur, 2001
- The Angela Strehli Band − Live from Rancho Nicasio (self-released), 2001
- San Francisco Bay's Best Blues, 2002.
- Shout, Sister, Shout − A Tribute to Sister Rosetta Tharpe, 2003

## Fordítás
Ez a szócikk részben vagy egészben  az   Angela Strehli című angol Wikipédia-szócikk ezen változatának fordításán alapul.  Az eredeti cikk szerkesztőit annak laptörténete sorolja fel. Ez a jelzés csupán a megfogalmazás eredetét és a szerzői jogokat jelzi, nem szolgál a cikkben szereplő információk forrásmegjelöléseként.